# Arroz japonés

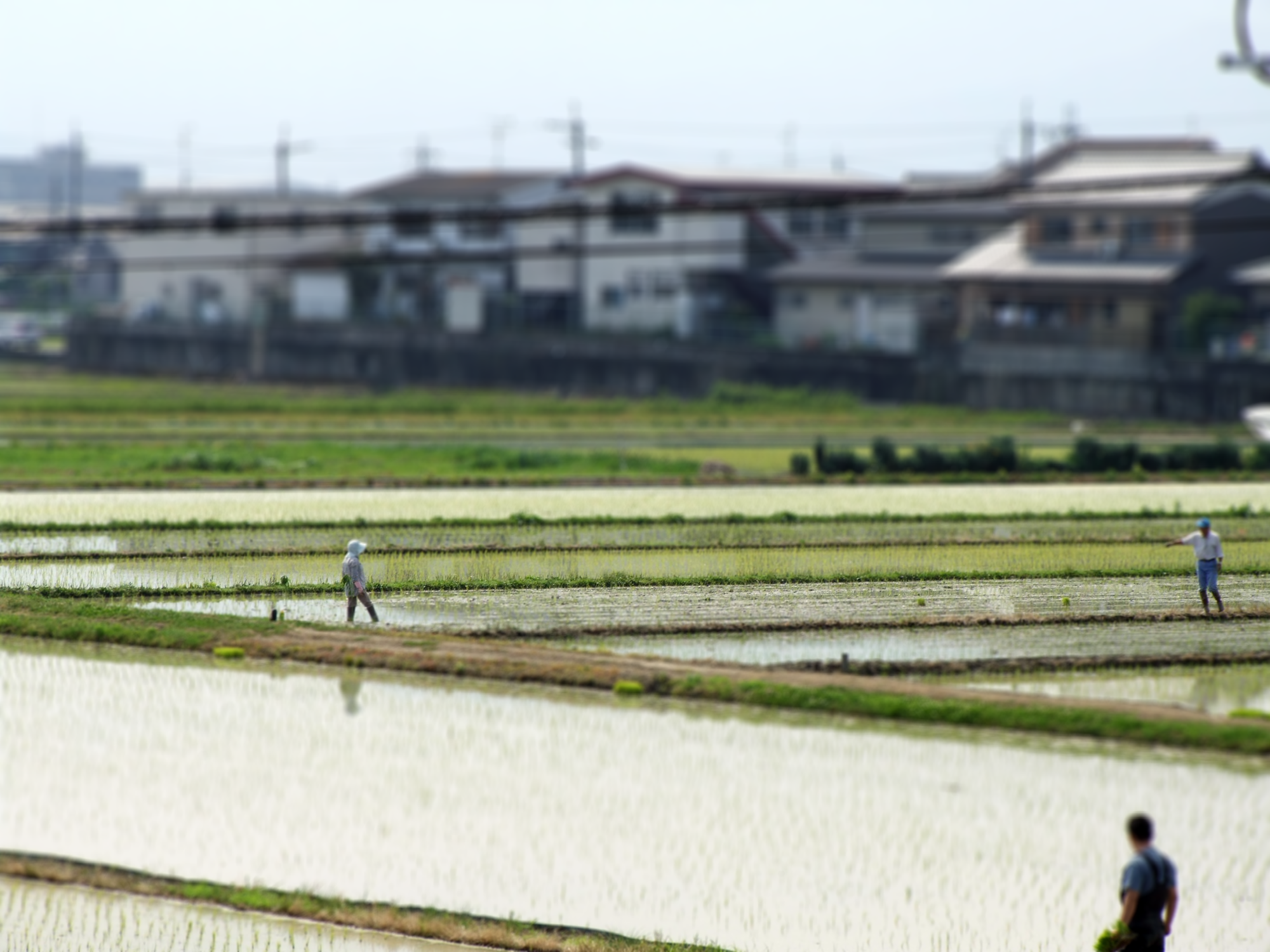
Campo de arroz en la prefectura de Nara.

El arroz japonés es el elemento esencial de la comida japonesa, hasta tal punto que su denominación gohan, sirve tanto para "arroz blanco" como para "comida". En Japón se cultiva y come principalmente dos tipos de arroz, la variedad japonica que se caracteriza por ser de grano corto, ligeramente dulce y pegajoso y el arroz mochi.
El primero, de granos translúcidos cortos, es una de las dos grandes subespecies asiáticas de este cereal, junto a la variedad indica. Se le llama uruchimai y es el alimento básico de la dieta japonesa. Cuando está cocido, tiene una textura pegajosa que se puede recoger y comer fácilmente con palillos. Fuera de Japón, a veces se lo denomina "arroz de sushi", ya que este es uno de sus usos más comunes. También se usa para elaborar sake. 
El arroz japonés viene también en una variedad llamada mochigome (もち米, arroz glutinoso) que se usa para elaborar mochi (餅) y platos especiales como el sekihan. Puede distinguirse del uruchimai por ser sus granos particularmente cortos, redondos y opacos, su mayor pegajosidad cuando se cocina, y una textura más firme y masticable.

## Cultivo
El arroz se cultiva en todo Japón. En Hokkaidō, la isla más al norte, se cultivan las variedades más duras. En Honshū, el continente japonés, se cultivan variedades como la koshihikari (コシヒカリ). El cultivo está muy mecanizado, haciéndose a máquina casi toda la plantación y cosecha.
Las semillas de arroz se remojan primero en agua y entonces se plantan en bandejas bajo techo antes de trasplantarlas fuera cuando han crecido lo suficiente.

## Procesado

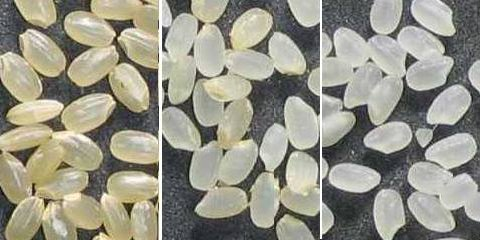
Etapas de la molienda: arroz integral, arroz con germen y arroz blanco.

Se vende como arroz integral (genmai, 玄米), que debe ser pulido a máquina (精米機, seimaiki), o ya pulido. El arroz integral germinado (hatsuga genmai, 発芽玄米) se vende también en menor cantidad. Tiene una textura más suave que la del arroz integral y un aroma agradable, reteniendo todas las características saludables. La mayoría de los supermercados de Japón venden arroz pulido en bolsas de 10 kg, 5 kg o menos. El arroz integral suele venderse en bolsas de 30 kg. El arroz japonica no debe confundirse con la variedad jasponica, un cruce del arroz largo tailandés con el suave y pegajoso arroz japonés.
En zonas rurales de Japón es frecuente encontrar lugares con una máquina automática para pulir el arroz integral, llamada seimaijo (精米所). El subproducto del proceso de pulido, el salvado (米ぬか, komenuka) puede usarse para elaborar un tipo de encurtido llamado nukazuke (ぬかづけ) o reciclarse como fertilizante.

## Uso

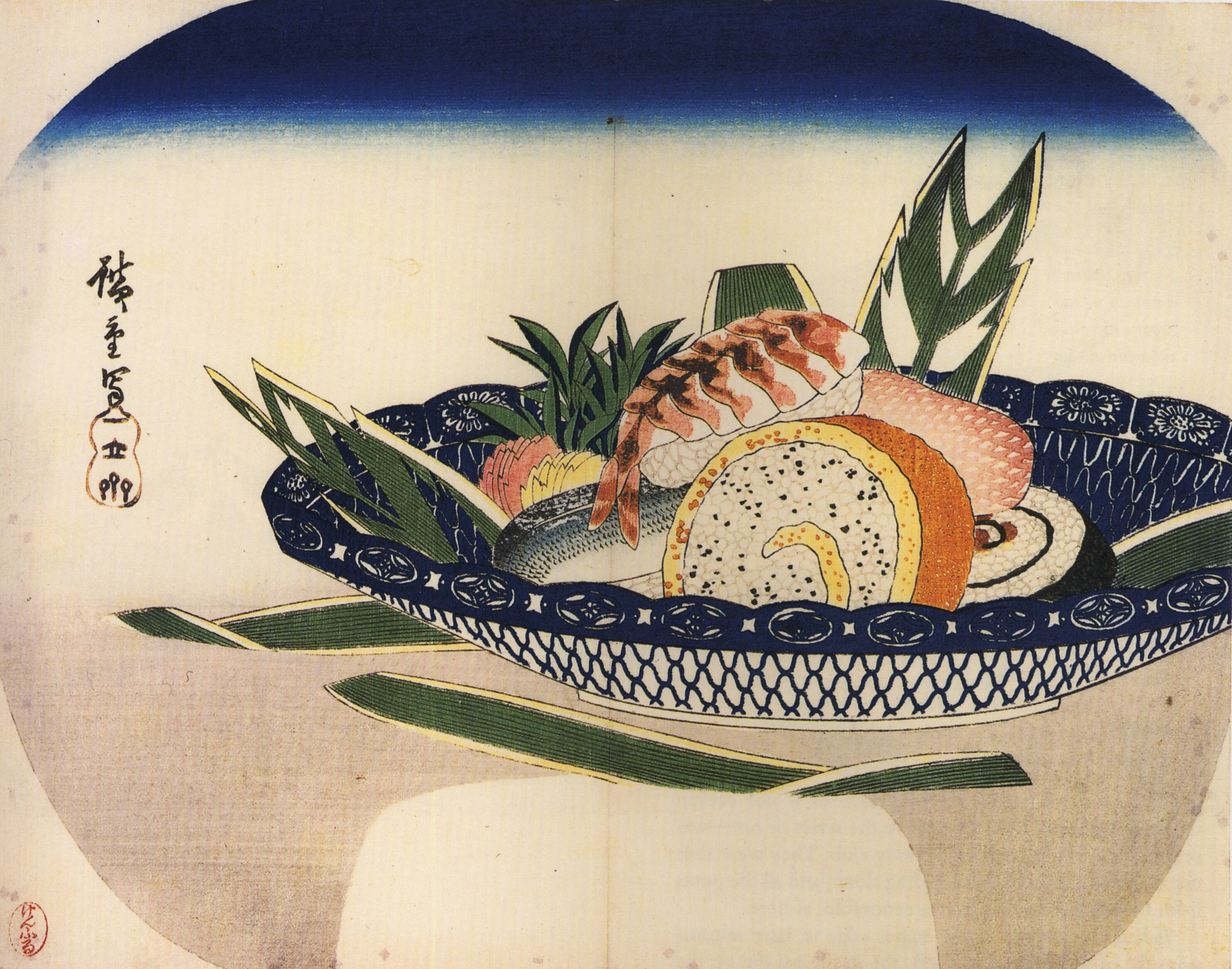
Sushi por Hiroshige, período Edo.

El arroz se come de diversas formas en Japón, ya sea solo gohan (飯,?  literalmente ‘arroz cocido’ o ‘comida de cualquier tipo’) o a menudo cubierto de furikake (ふりかけ), nattō (納豆) o nori (海苔), así como en sushi (寿司). Las sobras de arroz se aprovechan a menudo como ochazuke (茶漬け, arroz con té verde) o chāhan (チャーハン, arroz frito).
También se usa para hacer bebidas alcohólicas como el sake (日本酒), vinagre de arroz, aperitivos como el senbei (煎餅), crackers y agemochi (揚げ餅).

### Preparación
La mayoría de los japoneses usan suihanki (arroceras), en las que se añaden cantidades medidas de arroz lavado y agua. Primero se lava el arroz hasta que el agua pase limpia. Entonces suele remojarse en agua un tiempo antes de cocinar, entre media hora (en verano) y dos horas (invierno). Entonces se hierve con cinco partes de agua por cada cuatro partes de arroz. Tras esto se cuece al vapor hasta que el centro queda blando. No se le añade sal.
Tradicionalmente el arroz se toma en todas las comidas en Japón. La mayoría de arroceras modernas pueden programarse, de forma que el arroz esté preparado para el desayuno. La arrocera también lo mantiene húmedo y templado, de forma que permanece comestible durante varias horas. De esta forma solo se hace arroz una vez al día.
El arroz preparado suele servirse de la arrocera a un chawan, o cuenco de arroz. Tras cocinarse, el arroz puede también dejarse en una caja de madera con tapa llamada ohitsu.
El arroz integral también puede hacerse brotar en casa si no ha sido irradiado o alterado de alguna otra forma.

## Cultivares fuera de Japón
El arroz Arborio y Baldo son cultivares de japónica cultivadas en Italia y otros países mediterráneos.
También es cultivado en algunos sectores del litoral americano, en países como Paraguay o Uruguay.